# Otaku girls
Otaku girls (妄想少女オタク系, Mōsō shōjo otaku-kei) est un seinen manga écrit et dessiné par Natsumi Konjō. Il a été prépublié dans le mensuel Comic High! de l'éditeur Futabasha de 2004 à 2010, et a été relié en un total de sept tomes. La version francophone du manga est publiée par Bamboo Édition (collection Doki-Doki). Il est aussi édité aux États-Unis par Media Blasters sous le nom Fujoshi Rumi.
Le manga a été adapté en film live sorti en 2007 et en DVD en avril 2008.
Lors de Japan Expo de 2010, la série reçoit le prix Japan Expo Awards du meilleur shōjo.

## Synopsis
Takahiro Abe, jeune lycéen japonais, en pince pour Rumi Asai. Malheureusement pour lui, Asai est une fujoshi, qui voit du yaoi partout. Aveuglée par ses fantasmes, elle s'imagine qu'Abe entretient en secret un amour passionné avec son meilleur ami Shunsuke Chiba, le play-boy du lycée. Pire encore, Asai, dans toute sa naïveté, ne fait que les encourager... Démolissant au passage le pauvre cœur d'Abe.
Pour se rapprocher d'Asai, Abe essaye alors de comprendre l'énigme des fujoshi et de leurs univers. Il va jusqu'à la suivre dans ses délires, se tournant souvent en ridicule. C'est ainsi que s'emballe l'histoire montrant l'explosif choc de ces deux étrangers en terre otaku.

## Personnages
- Rumi Asai (あさい るみ, Asai Rumi?) :

- Takahiro Abe (あべ たかひろ, Abe Takahiro?) :

- Shunsuke Chiba (ちば しゅんすけ, Chiba Shunsuke?) :

- Yōko Matsui (まつい ようこ, Matsui Yōko?) :

- Hidemi Tsukamoto (?):

- Momose (?):

- Yuki Chiba (?):

- Aoi (?):

## Manga
La prépublication du manga commence dans le mensuel Comic High! de l'éditeur Futabasha en juillet 2004 et se termine le 22 mai 2010. Le manga a ensuite été relié en sept tomes du 12 avril 2006 au 11 septembre 2010
Il a été traduit en plusieurs langues. La version francophone du manga est publiée par Bamboo Edition dans la collection Doki-Doki depuis août 2009. Sa version anglaise est éditée par Media Blasters en Amérique du Nord sous le nom Fujoshi Rumi.